# Toumba
Toumba é o nome utilizado pela arqueologia, para designar os montes que cobrem os assentamentos da Idade do Bronze e os primeiros da Idade do Ferro na Grécia. No começo, eles eram considerados colinas do túmulo, daí o nome que derivava da palavra Tumba. No entanto, as escavações mostraram que não são tumbas, mas estruturas como assentamentos, centros religiosos ou casas localizadas em diferentes profundidades, dependendo da data de uso. 
Um Toumba encontrado em Assiros foi o local de um enterro, mas contém evidências de ser usado como celeiro. Continha, entre outras coisas, uma lareira, espaço de armazenamento e palha de cereal. Da mesma forma, um Toumba na Macedônia foi encontrado com fragmentos de grãos de cereais processados, datados de 2100-1900 a.C. 